# Pilot Pen Tennis 2006 - Qualificazioni singolare maschile
Le qualificazioni del singolare maschile del Pilot Pen Tennis 2006 sono state un torneo di tennis preliminare per accedere alla fase finale della manifestazione. I vincitori dell'ultimo turno sono entrati di diritto nel tabellone principale. In caso di ritiro di uno o più giocatori aventi diritto a questi sono subentrati i lucky loser, ossia i giocatori che hanno perso nell'ultimo turno ma che avevano una classifica più alta rispetto agli altri partecipanti che avevano comunque perso nel turno finale.
Le qualificazioni del torneo Pilot Pen Tennis 2006 prevedevano 32 partecipanti di cui 4 sono entrati nel tabellone principale.

## Teste di serie
1. Juan Mónaco (primo turno)
2. Jürgen Melzer (ultimo turno)
3. Wesley Moodie (primo turno)
4. Guillermo García López (secondo turno)

1. Jan Hájek (Qualificato)
2. Oliver Marach (ultimo turno)
3. Marc Gicquel (Qualificato)
4. Vince Spadea (ultimo turno)

## Qualificati
1. Jan Hájek
2. Marc Gicquel

1. Michael Berrer
2. Ryan Sweeting

## Tabellone

### Legenda
| - Q = Qualificato - WC = Wild card - LL = Lucky loser | - ALT = Alternate - SE = Special Exempt - PR = Protected Ranking | - w/o = Walkover - r = Ritirato - d = Squalificato |

### Sezione 1
|  | Primo turno          | Primo turno          | Primo turno          | Primo turno | Primo turno |  |  | Secondo turno  | Secondo turno        | Secondo turno        | Secondo turno | Secondo turno |   |   | Ultimo turno | Ultimo turno   | Ultimo turno   | Ultimo turno | Ultimo turno |  |
|  |                      |                      |                      |             |             |  |  |                |                      |                      |               |               |   |   |              |                |                |              |              |  |
|  |                      | Alex Kuznetsov       | Alex Kuznetsov       | 6           | 7           |  |  |                |                      |                      |               |               |   |   |              |                |                |              |              |  |
|  | 1                    | Juan Mónaco          | Juan Mónaco          | 4           | 5           |  |  | Alex Kuznetsov | Alex Kuznetsov       | Alex Kuznetsov       | 6             | 7             |   |   |              |                |                |              |              |  |
|  | Todd Paul            | Todd Paul            | 4                    | 6           | 6           |  |  | Todd Paul      | Todd Paul            | Todd Paul            | 2             | 63            |   |   |              |                |                |              |              |  |
|  | Gianluca Naso        | Gianluca Naso        | 6                    | 2           | 2           |  |  |                |                      |                      |               |               |   |   |              | Alex Kuznetsov | Alex Kuznetsov | 4            | 3            |  |
|  | Antonio Ruiz-Rosales | Antonio Ruiz-Rosales | Antonio Ruiz-Rosales | 6           | 6           |  |  |                |                      | 5                    | Jan Hájek     | Jan Hájek     | 6 | 6 |              |                |                |              |              |  |
|  | Eric Taino           | Eric Taino           | Eric Taino           | 4           | 3           |  |  |                | Antonio Ruiz-Rosales | Antonio Ruiz-Rosales | 3             | 4             |   |   |              |                |                |              |              |  |
|  | 5                    | Jan Hájek            | 4                    | 6           | 7           |  |  | 5              | Jan Hájek            | Jan Hájek            | 6             | 6             |   |   |              |                |                |              |              |  |
|  |                      | Nenad Zimonjić       | 6                    | 4           | 5           |  |  |                |                      |                      |               |               |   |   |              |                |                |              |              |  |

### Sezione 2
|  | Primo turno   | Primo turno         | Primo turno         | Primo turno | Primo turno |  |  | Secondo turno | Secondo turno | Secondo turno | Secondo turno | Secondo turno |   |   | Ultimo turno | Ultimo turno  | Ultimo turno | Ultimo turno | Ultimo turno |  |
|  |               |                     |                     |             |             |  |  |               |               |               |               |               |   |   |              |               |              |              |              |  |
|  | 2             | Jürgen Melzer       | Jürgen Melzer       | 6           | 7           |  |  |               |               |               |               |               |   |   |              |               |              |              |              |  |
|  |               | Fritz Wolmarans     | Fritz Wolmarans     | 4           | 64          |  |  | 2             | Jürgen Melzer | Jürgen Melzer | 7             | 7             |   |   |              |               |              |              |              |  |
|  | Michael Yani  | Michael Yani        | Michael Yani        | 7           | 7           |  |  |               | Michael Yani  | Michael Yani  | 5             | 65            |   |   |              |               |              |              |              |  |
|  | Dick Norman   | Dick Norman         | Dick Norman         | 65          | 5           |  |  |               |               |               |               |               |   |   | 2            | Jürgen Melzer | 6            | 4            | 3            |  |
|  | Ramón Delgado | Ramón Delgado       | Ramón Delgado       | 6           | 6           |  |  |               |               | 7             | Marc Gicquel  | 1             | 6 | 6 |              |               |              |              |              |  |
|  | Harsh Mankad  | Harsh Mankad        | Harsh Mankad        | 2           | 3           |  |  |               | Ramón Delgado | Ramón Delgado | 2             | 1             |   |   |              |               |              |              |              |  |
|  | 7             | Marc Gicquel        | Marc Gicquel        | 6           | 6           |  |  | 7             | Marc Gicquel  | Marc Gicquel  | 6             | 6             |   |   |              |               |              |              |              |  |
|  |               | Mashiska Washington | Mashiska Washington | 3           | 1           |  |  |               |               |               |               |               |   |   |              |               |              |              |              |  |

### Sezione 3
|  | Primo turno        | Primo turno        | Primo turno        | Primo turno | Primo turno |  |  | Secondo turno   | Secondo turno   | Secondo turno   | Secondo turno | Secondo turno |   |   | Ultimo turno | Ultimo turno   | Ultimo turno | Ultimo turno | Ultimo turno |  |
|  |                    |                    |                    |             |             |  |  |                 |                 |                 |               |               |   |   |              |                |              |              |              |  |
|  |                    | Michal Mertiňák    | Michal Mertiňák    | 6           | 6           |  |  |                 |                 |                 |               |               |   |   |              |                |              |              |              |  |
|  | 3                  | Wesley Moodie      | Wesley Moodie      | 3           | 4           |  |  | Michal Mertiňák | Michal Mertiňák | Michal Mertiňák | 3             | 3             |   |   |              |                |              |              |              |  |
|  | Michael Berrer     | Michael Berrer     | Michael Berrer     | 6           | 6           |  |  | Michael Berrer  | Michael Berrer  | Michael Berrer  | 6             | 6             |   |   |              |                |              |              |              |  |
|  | Justin Diao Natale | Justin Diao Natale | Justin Diao Natale | 2           | 2           |  |  |                 |                 |                 |               |               |   |   |              | Michael Berrer | 3            | 6            | 6            |  |
|  | Phillip King       | Phillip King       | Phillip King       | 7           | 6           |  |  |                 |                 | 6               | Oliver Marach | 6             | 3 | 3 |              |                |              |              |              |  |
|  | Ishay Hadash       | Ishay Hadash       | Ishay Hadash       | 5           | 3           |  |  |                 | Phillip King    | Phillip King    | 62            | 1             |   |   |              |                |              |              |              |  |
|  | 6                  | Oliver Marach      | Oliver Marach      | 6           | 6           |  |  | 6               | Oliver Marach   | Oliver Marach   | 7             | 6             |   |   |              |                |              |              |              |  |
|  |                    | Carlos Salamanca   | Carlos Salamanca   | 1           | 3           |  |  |                 |                 |                 |               |               |   |   |              |                |              |              |              |  |

### Sezione 4
|  | Primo turno      | Primo turno            | Primo turno            | Primo turno | Primo turno |  |  | Secondo turno | Secondo turno          | Secondo turno  | Secondo turno | Secondo turno |   |   | Ultimo turno | Ultimo turno  | Ultimo turno  | Ultimo turno | Ultimo turno |  |
|  |                  |                        |                        |             |             |  |  |               |                        |                |               |               |   |   |              |               |               |              |              |  |
|  | 4                | Guillermo García López | Guillermo García López | 6           | 6           |  |  |               |                        |                |               |               |   |   |              |               |               |              |              |  |
|  |                  | Tejmuraz Gabašvili     | Tejmuraz Gabašvili     | 3           | 3           |  |  | 4             | Guillermo García López | 6              | 68            | 1             |   |   |              |               |               |              |              |  |
|  | Ryan Sweeting    | Ryan Sweeting          | 6                      | 3           | 6           |  |  |               | Ryan Sweeting          | 4              | 7             | 6             |   |   |              |               |               |              |              |  |
|  | Phillip Simmonds | Phillip Simmonds       | 4                      | 6           | 2           |  |  |               |                        |                |               |               |   |   |              | Ryan Sweeting | Ryan Sweeting | 6            | 6            |  |
|  | Raemon Sluiter   | Raemon Sluiter         | Raemon Sluiter         | 6           | 6           |  |  |               |                        | 8              | Vince Spadea  | Vince Spadea  | 4 | 2 |              |               |               |              |              |  |
|  | Mariano Zabaleta | Mariano Zabaleta       | Mariano Zabaleta       | 1           | 3           |  |  |               | Raemon Sluiter         | Raemon Sluiter | 64            | 4             |   |   |              |               |               |              |              |  |
|  | 8                | Vince Spadea           | 6                      | 3           | 6           |  |  | 8             | Vince Spadea           | Vince Spadea   | 7             | 6             |   |   |              |               |               |              |              |  |
|  |                  | Steve Darcis           | 3                      | 6           | 4           |  |  |               |                        |                |               |               |   |   |              |               |               |              |              |  |